# ميكائيل ليندهولم
ميكائيل ليندهولم (بالسويدية: Mikael Lindholm)‏ هو لاعب هوكي الجليد سويدي، ولد في 19 ديسمبر 1964 في يفله في السويد.

## وصلات خارجية
- ميكائيل ليندهولم على موقع دوري الهوكي الوطني (الإنجليزية)
- ميكائيل ليندهولم على موقع EliteProspects.com (الإنجليزية)
- ميكائيل ليندهولم على موقع HockeyDB.com (الإنجليزية)
- ميكائيل ليندهولم على موقع Hockey-Reference.com (الإنجليزية)